# Instituto de Artes Cinematográficas del Mar Rojo
El Instituto de Artes Cinematográficas del Mar Rojo es el primer y único programa de maestría en Artes Cinematográficas para Oriente Medio y el Norte de África. Tiene su sede en Áqaba, en el país asiático de Jordania. La institución es un esfuerzo conjunto de la Comisión Real de cine de Jordania y la Escuela de Artes Cinematográficas de la Universidad del Sur en California. Sus estudiantes son mujeres y hombres de la región (Oriente Medio y Norte de África) en un ambiente de aprendizaje especializado dedicado a la enseñanza de las seis disciplinas clave de las artes cinematográficas.